# Squeeze (gruppo musicale)
Gli Squeeze sono un gruppo musicale new wave britannico.
Tra i loro brani più conosciuti Cool for Cats, Up the Junction, Labelled with Love, Black Coffee in Bed, Tempted e Hourglass.
Il gruppo si fonda sul duo composto da Chris Difford e Glenn Tilbrook, a cui si sono affiancati molti altri musicisti nel corso della storia della band.

## Storia del gruppo
La storia del gruppo comincia a Londra nel 1974. I membri fondatori della band sono Glenn Tilbrook, Chris Difford, Jools Holland e Paul Gunn. Il nome del gruppo è stato preso dall'ultimo album dei Velvet Underground (appunto Squeeze). La prima pubblicazione degli Squeeze è un EP datato 1977, seguito dall'eponimo album Squeeze (1978), prodotto da John Cale.
Dopo il successivo Cool for Cats (1979), diventato disco d'oro nel Regno Unito e trascinato dall'omonimo singolo, il gruppo continua ad avere sempre più successo grazie a Argybargy (1980). Il successivo East Side Story è stato prodotto da Roger Bechirian e Elvis Costello. Nel frattempo Holland è stato sostituito da Paul Carrack prima e da Don Snow (ex Sinceros) poi. Con la nuova formazione viene pubblicato Sweets from a Stranger nel 1982, disco che riscuote le reazioni negative della stampa. A queste si aggiungono i problemi di Tilbrook e Difford, che decidono di sciogliere il gruppo.
Tuttavia questi ultimi continuano a lavorare insieme realizzando un album come duo (Difford & Tilbrook) prodotto da Tony Visconti.
Il gruppo viene riunito da Difford e Tilbrook nel 1985 con una nuova line-up. Escono a stretto giro Così fan tutti frutti e Babylon and on. Al gruppo si aggiunge quindi Andy Metcalfe (ex The Soft Boys ed Egyptians), che lascia quasi subito la band.
Nel 1989 esce Frank, mentre A Round and a 'Bout (album live) rappresenta l'ultima partecipazione di Holland.
Nel 1991 esce, come quartetto, Play, seguito due anni dopo da Some Fantastic People, decimo album che segna il ritorno di Carrack e Thomas (dopo la partenza di Lavis). Altri due dischi escono tra il 1995 e il 1998 con formazioni quasi sempre diverse. Alla fine i lavori vengono realizzati quasi esclusivamente da Difford e Tilbrook e così Domino (1998) rappresenta l'ultima produzione della band.
Tilbrook annuncia infatti la volontà di dare una pausa al progetto. La band decide di tenere un ultimo concerto nel novembre 1999 in Scozia.
Nel 2007 Difford e Tilbrook si riuniscono per una serie di date a nome Squeeze e per pubblicare un "best of". Nel 2010 esce Spot the Difference, album che contiene brani già editi riregistrati e rimasterizzati.

## Formazione
Timeline dei componenti del gruppo

## Discografia

### Album studio
- 1978 - Squeeze
- 1979 - Cool for Cats
- 1980 - Argybargy
- 1981 - East Side Story
- 1982 - Sweets from a Stranger
- 1984 - Difford & Tilbrook (pubblicato da Difford e Tilbrook)
- 1985 - Così fan tutti frutti
- 1987 - Babylon and On
- 1989 - Frank
- 1991 - Play
- 1993 - Some Fantastic People
- 1995 - Ridiculous
- 1998 - Domino
- 2010 - Spot the Difference
- 2015 - Cradle to the Grave
- 2017 - The Knowledge

### Album live[2]
- 1990 - A Round and a Bout

### Raccolte[2]
- 1982 - Singles - 45's and Under
- 1992 - Greatest Hits
- 2002 - Big Squeeze: The Very Best of Squeeze
- 2007 - Essential Squeeze

### EP
- 1977 - Packet of Three